# Canadezenbrug

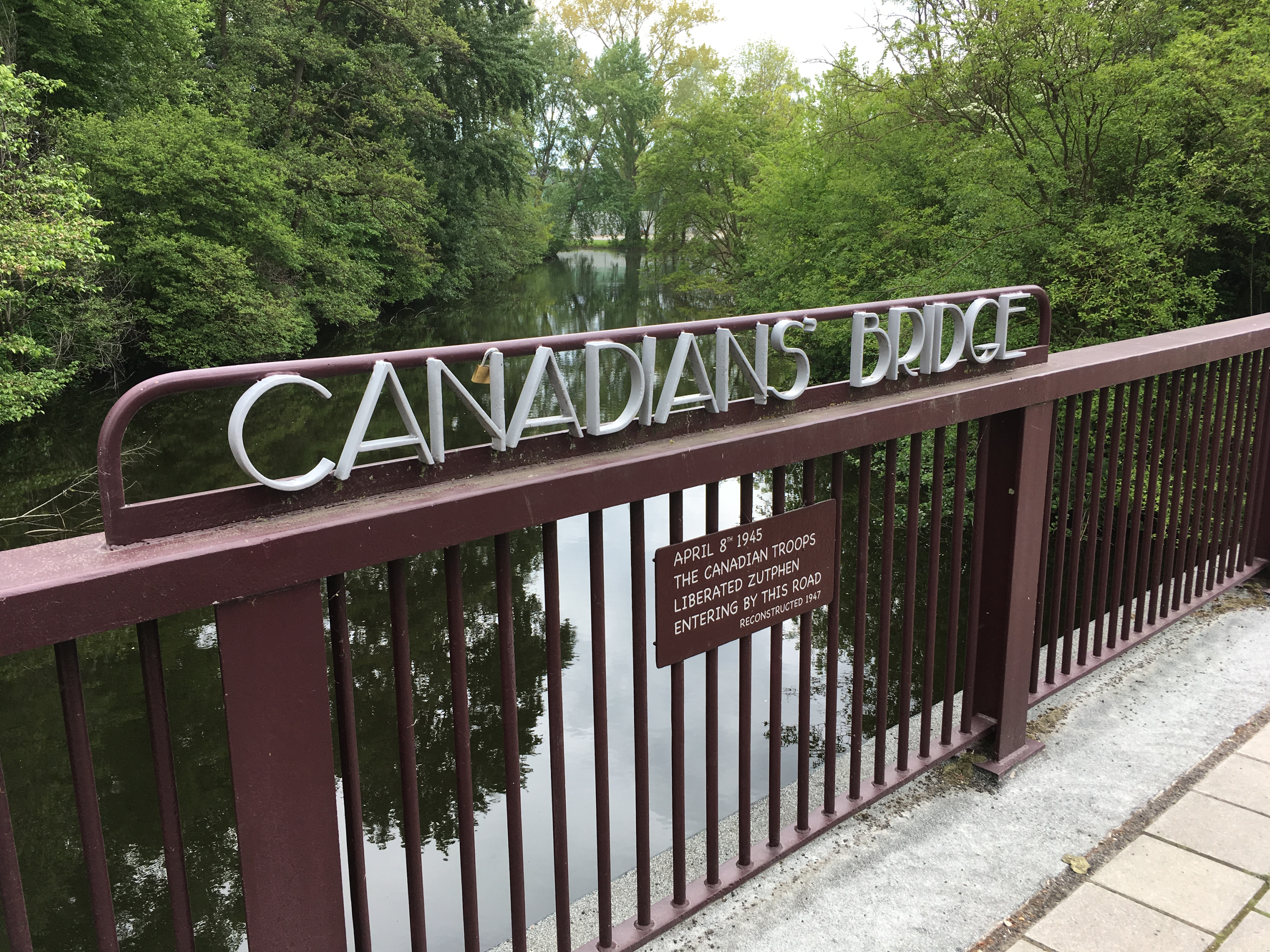
Canadezenbrug Zutphen (2019)

De Canadezenbrug, ook wel de Deventerwegbrug geheten, is een brug in Zutphen die vernoemd is naar de Canadezen die deze stad en de omgeving hebben bevrijd van Duitse overheersing in de Tweede Wereldoorlog.

## Ontstaansgeschiedenis

### Oorlog
Het monument is in 1948 onthuld, in de aanwezigheid van de Canadese generaal Foulkes. De Deventerwegbrug werd opgeblazen door de Duitsers om de bevrijding van Zutphen door de Canadezen te vertragen. Zutphen werd bevrijd door de derde Canadese Infanterie Divisie. Op vrijdag 6 april 1945 kwamen zij ’s ochtends aan bij het Deventerwegkwartier, wat zij grotendeels huis voor huis moesten veroveren op de Duitsers. Aan het einde van de dag was het stadsdeel volledig veroverd op de Duitsers.
Op zondag 8 april stonden tanks klaar bij de Deventerwegbrug ter beveiliging van het bevrijde Deventerwegkwartier, en werd de brug hersteld om de doorgang van de tanks mogelijk te maken. Dit gebeurde aan het begin van de dag. Op dezelfde dag trok de vijand zich terug via de IJssel, en was de bevrijding van Zutphen een feit. De bevrijding van De Hoven liet op zich wachten tot 14 april.

### Onthulling
Direct na de oorlog werd de brug bij de Deventerweg opnieuw opgebouwd. De brug werd gauw in gebruik genomen en werd met de oorlogsherdenking van 1948 onthuld als een monument, met de nieuwe naam  Canadezenbrug. Het is een monument ter ere van de Canadese bevrijders.

## Locatie en vormgeving
De brug ligt op de Deventerweg en steekt de Berkel over, waardoor vanaf het centrum van de stad het Twentekanaal bereikt kan worden. De Deventerweg loopt langs het Deventerwegkwartier. Het monument bestaat uit twee teksten aan beide zijden van de brug. Vanaf de Deventerweg gekeken staat in de linkerkant in het metaal uitgewerkt:
“CANADEZENBRUG
8 APRIL 1945
TROKKEN DE CANADEZEN ALS ONZE BEVRIJDERS HIER ZUTPHEN BINNEN”
Aan de rechterkant van de brug staat een net andere tekst in het Engels:
“CANADIANS’ BRIDGE
APRIL 8th 1945
THE CANADIAN TROOPS LIBERATED ZUTPHEN ENTERING BY THIS ROAD"

## Bron
- Zutphen in oorlogstijd. Van jaar tot jaar, van maand tot maand – Jan Kreijenbroek (uitg. eigen beheer)